# Pediobomyia canaliculata
Pediobomyia canaliculata är en stekelart som beskrevs av Christer Hansson 2002. Pediobomyia canaliculata ingår i släktet Pediobomyia och familjen finglanssteklar.
Artens utbredningsområde är Costa Rica. Inga underarter finns listade i Catalogue of Life.